# Saison 6 de Sons of Anarchy
Chronologie
Saison 5 Saison 7
Cet article présente le guide des épisodes de la sixième saison de la série télévisée américaine Sons of Anarchy.

## Distribution

### Acteurs principaux
- Charlie Hunnam (VF : Sébastien Desjours) : "Jax" Jackson Teller
- Katey Sagal (VF : Martine Meirheaghe) : Gemma Teller Morrow
- Mark Boone Junior (VF : Sylvain Lemarié) : "Bobby" Robert Munson
- Dayton Callie (VF : Jean-Claude Sachot) : Wayne Unser
- Kim Coates (VF : Gabriel Le Doze) : "Tig" Alex Trager
- Tommy Flanagan (VF : Thierry Mercier) : "Chibs" Filip Telford
- Ryan Hurst (VF : Jérôme Pauwels) : "Opie" Harry Winston (épisodes 1 à 4)
- Theo Rossi (VF : Emmanuel Garijo) : "Juice" Juan Carlos Ortiz
- Maggie Siff (VF : Ariane Deviègue) : Dr Tara Knowles-Teller
- Ron Perlman (VF : Emmanuel Jacomy) : "Clay" Clarence Morrow

### Acteurs récurrents
- Scott Anderson (VF : Michel Laroussi) : Connor Malone
- Douglas Bennett : Orlin West
- Billy Brown (VF : Stéphane Ronchewski) : August Marks
- Olivia Burnette (VF : Laure Sagols) : la sans-abri
- Kenneth Choi (VF : Marc Perez) : Henry Lin
- Rusty Coones (VF : Jean-Jacques Nervest) : Rane Quinn
- Marya Delver : l'agent Eglee
- Drea De Matteo (VF : Élisabeth Fargeot) : Wendy Case
- Kim Dickens (VF : Laura Blanc) : Collette Jane
- Rockmond Dunbar (VF : Gilles Morvan) : Eli Roosevelt
- Reynaldo Gallegos (VF : Charles Germain) : Fiasco
- LaMonica Garrett (VF : Jean-Baptiste Anoumon) : le sherif adjoint Cane
- Walton Goggins (VF : Mathias Kozlowski) : Venus Van Dam
- Jeff Kober (VF : Bernard Métraux) : Jacob Hale
- David Labrava (VF : Yves-Henry Salerne) : Happy
- Donal Logue (VF : Pascal Germain) : Lee Toric
- Bart McCarthy (VF : Jean-Pol Brissart) : Declan Brogan
- Bob McCracken (VF : Michel Voletti) : Brendan Roarke
- Hayley McFarland (VF : Kelly Marot) : Brooke
- Mo McRae (VF : Guillaume Toucas) : Tyler Yost
- Timothy V. Murphy (VF : Patrick Laplace) : Galen O'Shay
- Josh Nasar (VF : Grégory Quidel) : le sherif adjoint Carreira
- Dave Navarro (VF : Grégory Quidel)  : Arcadio
- Nick Nicotera (VF : Cédric Dumond) : Ratboy
- Alan O'Neill : Hugh
- Michael Marisi Ornstein (en) : Chucky
- Robert Patrick  : Les Packer
- Mitch Pileggi (VF : Jacques Albaret) : Ernest Darby
- CCH Pounder (VF : Michèle Bardollet) : Tyne Patterson
- Christopher Douglas Reed (VF : Max Aulivier) : Philip « Filthy Phil » Russell
- Kristen Renton (VF : Marie-Christine Robert) : Ima Tite
- Emilio Rivera : Marcus Alvarez
- McNally Sagal (VF : Brigitte Aubry) : Margaret Murphy
- Natalie Skyy : Kiki
- Jimmy Smits (VF : Bernard Lanneau) : Nero Padilla
- Patrick St. Esprit (VF : Jean-Marie Pennean) : Elliot Oswald
- Kurt Sutter : Otto Delaney (non crédité)
- Jacob Vargas (VF : Grégory Quidel) : Montez
- Robin Weigert (VF : Josiane Pinson) : Ally Lowen
- Peter Weller (VF : Luc Bernard) : Charles Barosky
- Michael Shamus Wiles (VF : Michel Voletti) : Jury White
- Jeff Wincott : Jimmy Cacuzza
- Walter Wong (VF : Olivier Cordina) : V-Lin
- Winter Ave Zoli (VF : Philippa Roche) : Layla Winston

### Invités
- Samaire Armstrong : Darvany Jennings (épisodes 1 et 2)
- Anthony Azizi : Amir Ghanezi (épisodes 1 et 3)
- Chasty Ballesteros : une prostituée (épisodes 1 et 3)
- Anastasia Baranova : une escort (épisode 10)
- Adrienne Barbeau : Alice Noone (épisode 7)
- Israel Broussard : Joey Noone (épisode 7)
- Clint Culp : Gary Putner (épisode 9)
- Vince Duvall : l'agent Plympton (épisode 6)
- Jenny Gago : Miss Rodriguez (épisodes 7 et 8)
- John Hensley : Yates (épisode 4)
- Steve Howey : Hopper (épisodes 2, 3 et 6)
- C. Thomas Howell : l'agent Frank Eagan (épisode 2)
- Doug Jones : l'agent Crane (épisode 5)
- Derek Mears : Plow (épisode 4)
- Hal Ozsan : Kia Ghanezi (épisode 1)
- Derek Ray (VF : Benjamin Gasquet) : l'agent Topher (épisode 6)
- Bridget Regan : une escort (épisode 1)
- Joey Sagal : le docteur Trout (épisode 9)
- Gregory Sporleder : le pasteur (épisode 9)
- David Warshofsky : un flic de Stockton (épisodes 2 et 3)
- Keone Young : Bohai Lin (épisodes 10 et 12)

## Résumé
Tara est toujours en prison, Bobby devient un nomade et tente de rejoindre un autre chapitre, tandis que Jax continue de diriger le club. L’épisode 1 se termine sur une fusillade dans une école primaire, l’auteur de la tuerie n’est qu’un enfant perturbé. C’est le fils de la compagne d’un membre de Nero. Il utilise un KG-9, une arme que les Sons ont donné à Nero, ce qui relie l’accident directement au club. Jax fait aussi la connaissance de Colette (avec qui il couche) et de Charles Barosky.
August Marks, l’héritier de Damon Pope, réclame toujours Tig afin de se venger, tandis que Lee Toric persécute Otto en prison, et tente d’obtenir le témoignage de Clay afin de faire tomber le club. Il tue également une des employée de Nero et pose des empreintes dans sa voiture afin de le faire plonger. Mais l’intrigue prend fin quand Otto, avec une pointe que Clay lui a fournie,  parvient à égorger Toric et se fait ensuite tuer par la sécurité.
Jax veut arrêter le trafic d’armes avec Gaalan, mais les Irlandais refusent. Pour avertir SAMCRO, les Irlandais découpent Phil et V-Lin. Jax contacte donc les "Rois" directement en Irlande et promet qu’il ne veut pas la guerre. À la place, il propose August qui serait apte à reprendre le trafic d’armes. Les Rois réfléchissent et doivent rappeler Jax à 20 heures quand le club sera autour de la table. Mais deux minutes avant, Jax remarque un stylo-trèfle, et réalise que le baril de bière est piégé. Il prévient tout le monde, sauve Abel de justesse et le club explose.
TM étant détruit, les Sons sont forcés d’utiliser une boutique de confiseries comme couverture pour l’instant. En parallèle, ils partent en voyage pour rencontrer un autre chapitre, et en profitent pour recruter à nouveau Bobby, ainsi que trois autres nouveaux membres.
La sortie de Clay pour gérer le trafic d’armes des Irlandais est prévue. Lui de son côté fait tout pour provoquer son transfert, tandis que le club s’organise avec Gaalan pour l’aider dans sa fuite. Jax passe alors un marché avec Patterson, le nouveau procureur, en lui promettant de livrer Gaalan ainsi qu’une dizaine de ses hommes dans un entrepôt. Patterson mobilise alors toutes les troupes de Charming, et les Sons peuvent faire évader Clay avec plus de facilité. Bobby est gravement touché durant la fusillade, mais le club amène quand même Clay à l’aéroport. Au lieu de livrer l’ancien Président comme prévu, Jax abat Gaalan et ses deux hommes. Les Sons avaient voté à l’unanimité la mort des Irlandais et également celle de Clay. Devant Unser, Tara et Gemma, Jax tire alors une balle dans la gorge de Clay, qui s’écroule, mort. Connor, le second de Gaalan arrive, et Jax lui impose de dire aux Rois qu’il y a eu une altercation entre Clay et Gaalan.
Tara étant sortie de prison entre-temps, elle s’éloigne de plus en plus de Jax, en préparant une procédure de divorce contre Jax. Elle soigne aussi Bobby, et récupère la balle qui l’a touché. Patterson lui propose alors un marché : elle bénéficie d’une sortie de secours en échange de la balle avec l’ADN et de son témoignage.
SAMCRO continue de se sortir du trafic d’armes en abattant la moitié des Chinois avec un piège. Cette attaque lui permet d’arranger un accord entre Connor et Marks, ce dernier lui annonçant aussi que Tig est 
libre. C’est à ce moment-là que Jax apprend que Tara s’est enfuie avec ses enfants.
Nero est de plus en plus tiraillé entre son propre gang et les Sons. Il apprend, après que Juice ait fait une tentative de suicide, que Jax lui a menti. En effet, il prétendait qu’il n’avait ordonné le meurtre de Darveny, la mère du garçon qui a fait la tuerie à l’école. Il se rapproche donc de plus en plus des Mayans, et prend la décision de quitter Gemma. Le Président organise une rencontre entre les One-Niners et les Mayans, pour la première livraison, mais les mexicains font le choix d’abattre les One-Niners, et de s’emparer des armes.
Jax retrouve Tara et ses enfants dans un parc. Il propose de se rendre pour le KG-9, il écopera normalement d’une dizaine d’années de prison, afin que Tara puisse veiller sur les garçons. Patterson accepte ce deal. Mais à la suite d'un malentendu, Gemma, pensant que Tara a parlé à la police, se rend chez Tara et lui plante une fourche à viande dans le crâne. Juice qui était devant la maison avec Roosevelt, tire sur ce dernier par surprise afin que Gemma ait le temps de s’enfuir. Jax, après avoir fait ses déchirants adieux au club, rentre chez lui et trouve les deux cadavres.
La saison se termine sur les Mayans, les Chinois et Nero discutant autour de la même table, et de Jax en pleurs tenant Tara dans ses bras, sous le regard suspicieux de Patterson venant d’arriver dans la maison.

## Épisodes

### Épisode 1:L'Ange de la mort
- États-Unis : 10 septembre 2013 sur FX
- France : 27 septembre 2014 sur M6

- France : 300 000 téléspectateurs[1]

### Épisode 2:Sous le signe de la balance
- France : 4 octobre 2014 sur M6

- France : 350 000 téléspectateurs[1]

### Épisode 3:Purge
- France : 11 octobre 2014 sur M6

- France : 300 000 téléspectateurs[1]

### Épisode 4:La Grande Faucheuse
- France : 400 000 téléspectateurs[1]

### Épisode 5:Le Roi fou
- France : 350 000 téléspectateurs[1]

### Épisode 6:Le Droit Chemin
- France : 330 000 téléspectateurs[1]

### Épisode 7:Mesures désespérées
- France : 440 000 téléspectateurs[1]

### Épisode 8:Fantômes
- France : 350 000 téléspectateurs[1]

### Épisode 9:Jean 8:32
- France : 360 000 téléspectateurs[1]

### Épisode 10:L'Ombre chinoise
- France : 320 000 téléspectateurs[1]

### Épisode 11:Le Paradoxe du Parrain
- France : 430 000 téléspectateurs[1]

### Épisode 12:Spirale
- France : 220 000 téléspectateurs[1]

### Épisode 13:Le Sang d'une mère
- États-Unis : 10 décembre 2013 sur FX
- France : 12 décembre 2014 sur M6

- France : 320 000 téléspectateurs[1]